# Mesamia forcipata
Mesamia forcipata är en insektsart som beskrevs av Delong 1980. Mesamia forcipata ingår i släktet Mesamia och familjen dvärgstritar. Inga underarter finns listade i Catalogue of Life.